# جيم ويلان
جيم ويلان (بالإنجليزية: Jim Whelan)‏ هو سياسي أمريكي، ولد في 8 نوفمبر 1948 في فيلادلفيا في الولايات المتحدة، وتوفي في 22 أغسطس 2017 في اتلانتيك سيتي في الولايات المتحدة بسبب نوبة قلبية. حزبياً، نشط في الحزب الديمقراطي. وقد انتخب عضو مجلس ولاية نيوجيرسي وانتخب عضو جمعية نيوجيرسي العامة وانتخب عمدة اتلانتيك سيتي، نيوجيرسي.